# 基烏利亞科查湖 (托馬斯區)
12°06′01″S 75°44′41″W / 12.10028°S 75.74472°W
基烏利亞科查湖（Qiwllaqucha），是秘魯的湖泊，位於該國中南部利馬大區，由堯約斯省的托馬斯區負責管轄，長1.14公里、寬0.34公里，該湖泊海拔高度4,353米。